# Paktol
Paktol (gr. Πακτωλός Paktōlós, tur. Sart Çayı) – mała rzeka w Turcji. Przepływała przez starożytne Sardes w Lidii, uchodząc do rzeki Gediz.
W VI-V w. p.n.e. wydobywano z jej koryta elektron służący do bicia monet. Mitologia grecka wyjaśnia złotodajność rzeki kąpielą, jaką miał odbyć w niej na polecenie Dionizosa Midas, aby uwolnić się od daru otrzymanego od boga, polegającego na zamienianiu każdej rzeczy, której dotknął, w złoto.